# Фитиалов, Сергей Яковлевич
Сергей Яковлевич Фитиалов (23 декабря 1934 — 10 июля 2000) — советский и российский математик и лингвист[прояснить], занимавшийся машинным переводом и преподававший на кафедре математической лингвистики ЛГУ и кафедре теоретической кибернетики НГУ.

Сергей Яковлевич Фитиалов

## Биография
Родился в Ленинграде в семье служащих. В 1952 г. поступил в ЛГУ на математико-механический факультет, закончил в 1957 г. по специальности «математик». Распределен на работу в НИИММ, где с августа 1957 г. работает в должности младший научный сотрудник, затем переходит в ВЦ ЛГУ, где занимается составлением программ и проведением вычислений на ЭВМ «Стрела», составлением библиотеки стандартных программ для ЭВМ «Урал».
С 1958 г. начинает работать в экспериментальной лаборатории машинного перевода (разработка общих принципов записи и программирования переводческих алгоритмов, математические модели языка и их приложение к задачам МП с первыми научными сотрудниками Вычислительного центра И. Л. Братчиковым, В. Н. Иголкиным). С конца 1960 до марта 1964 г. — руководитель II сектора экспериментальной лаборатории МП, впоследствии — группы математической лингвистики ВЦ ЛГУ.

## Научная деятельность
В это время выходят его «пионерские» работы по МП: Материалы по машинному переводу. I. (в соавторстве с И. Л. Братчиковым, Г.С. Цейтиным, 1958); О структуре словаря и кодировке информации для машинного перевода (в соавт. с И. Л. Братчиковым и Г. С. Цейтиным, 1958); О структуре информации для машинного перевода (в соавт. с Г. С. Цейтиным); О построении формальной морфологии в связи с машинным переводом (1961); Моделирование синтаксиса в структурной лингвистике (1962); Язык для записи неалгебраических алгоритмов (1963); О двух возможных способах переработки информации при машинном переводе с арабского языка (в соавт. с О. Б. Фроловой, 1963); Трансформации в аксиоматических грамматиках (1964); Система морфологического синтеза для русского языка (в соавт. с М. И. Откупщиковой, 1964); О двух типах исчислений (1964) и др.
В конце 50-х начинается преподавательская деятельность С. Я. Фитиалова, в частности, на организованном на филологическом факультете отделении математической лингвистики. С октября 1968 по март 1969 г. он ассистент кафедры вычислительной математики математико-механического факультета ЛГУ.
С 1963 по 1970 работал в качестве заведующего лабораторией математической лингвистики (впоследствии лаборатория интеллектуальных систем), появившейся в результате реорганизации лаборатории машинного перевода, образованной в 1963 году в составе НИИММ.
В 1969 г. по приглашению Новосибирского государственного университета уезжает в Академгородок, где работает ассистентом на кафедре теоретической кибернетики и читает лекции матлингвистам на гуманитарном факультете. В это же время в Академгородке матлингвистам преподает А. В. Гладкий, приезжает из Москвы с лекциями И.А. Мельчук. В 1971 г. в Академгородке защищает кандидатскую диссертацию[прояснить] на тему: «Некоторые количественные характеристики математических моделей синтаксической структуры».
В 1972 г. С. Я. Фитиалов возвращается в Ленинград и начинает работать на кафедре математического обеспечения ЭВМ математико-механического факультета ЛГУ, читает курсы «Формальные грамматики» (мат.-мех. ф-т), «Методы и языки программирования» (физич. ф-т), «Введение в конечную математику» и «Автоматический анализ текстов» (отд. матлингвистики, филол. ф-т). На кафедре мат. лингвистики он руководит курсовыми и дипломными работами, имеет аспирантов.
С начала 1970-х гг. оформляется новая область интересов — теория и реализация информационных систем для АСУ (построена экспериментальная информационная система для мат.-тех. учёта), а затем, с начала 1980-х — искусственный интеллект (в связи с естественным языком).